# Orophus precaria
Orophus precaria är en insektsart som först beskrevs av Piza Jr. 1974.  Orophus precaria ingår i släktet Orophus och familjen vårtbitare. Inga underarter finns listade i Catalogue of Life.